# Флойд (округ, Индиана)
Флойд (англ. Floyd County) — округ в штате Индиана, США. Официально образован в 1819 году. По состоянию на 2012 год, численность населения составляла 75 283 человека.

## География
По данным Бюро переписи США, общая площадь округа равняется 385,807 км2, из которых 383,165 км2 — суша, и 1,020 км2, или 0,680 % — это водоёмы.

## Население
По данным переписи населения 2000 года в округе проживает 70 823 жителей в составе 27 511 домашних хозяйств и 19 697 семей. Плотность населения составляет 185,00 человек на км2. На территории округа насчитывается 29 087 жилых строений, при плотности застройки около 76,00-ти строений на км2. Расовый состав населения: белые — 93,23 %, афроамериканцы — 4,41 %, коренные американцы (индейцы) — 0,21 %, азиаты — 0,46 %, гавайцы — 0,04 %, представители других рас — 0,50 %, представители двух или более рас — 1,15 %. Испаноязычные составляли 1,09 % населения независимо от расы.
В составе 34,70 % из общего числа домашних хозяйств проживают дети в возрасте до 18 лет, 55,40 % домашних хозяйств представляют собой супружеские пары, проживающие вместе, 12,40 % домашних хозяйств представляют собой одиноких женщин без супруга, 28,40 % домашних хозяйств не имеют отношения к семьям, 23,50 % домашних хозяйств состоят из одного человека, 8,70 % домашних хозяйств состоят из престарелых (65 лет и старше), проживающих в одиночестве. Средний размер домашнего хозяйства составляет 2,54 человека, и средний размер семьи — 3,00 человека.
Возрастной состав округа: 25,80 % моложе 18 лет, 8,40 % от 18 до 24, 29,90 % от 25 до 44, 23,60 % от 45 до 64 и 23,60 % от 65 и старше. Средний возраст жителя округа 37 лет. На каждые 100 женщин приходится 93,00 мужчин. На каждые 100 женщин старше 18 лет приходится 89,90 мужчин.
Средний доход на домохозяйство в округе составлял 44 022 USD, на семью — 52 401 USD. Среднестатистический заработок мужчины был 37 613 USD против 26 539 USD для женщины. Доход на душу населения составлял 21 852 USD. Около 6,90 % семей и 8,70 % общего населения находились ниже черты бедности, в том числе — 12,50 % молодежи (тех, кому ещё не исполнилось 18 лет) и 7,40 % тех, кому было уже больше 65 лет.